# Morze snu
Morze snu – album studyjny polskiej piosenkarki Eleni, wydany w 1984 roku nakładem wytwórni Muza.
Uzyskał status złotej płyty. W nagraniu współpracowali z wokalistką, m.in.: Mariusz Rybicki, Aleksander Białous, Andrzej Ellmann, Piotr Kałużny, Wojciech Lechowski, Krzysztof Przybyłowicz, Marek Surdyk, Maciej Szymański. Album został wydany na płycie winylowej. Polskie Nagrania Muza wydały też kasetę magnetofonową z materiałem muzycznym.

## Lista utworów
Na krążku znalazły się następujące utwory:

### Strona A
| 1. | "Pewnie nie uwierzysz mi"                                            |  |
|    | - muzyka: Kostas Dzokas, tekst: Andrzej Kuryło                       |  |
| 2. | "Nie lubię płakać nocą"                                              |  |
|    | - muzyka: Aleksander Białous, tekst: Lech Konopiński                 |  |
| 3. | "Ballado, hej!"                                                      |  |
|    | - muzyka: Kostas Dzokas, tekst: Andrzej Kuryło                       |  |
| 4. | "Przed nadejściem snu"                                               |  |
|    | - muzyka: Andrzej Januszko, tekst: Zbigniew Kaszkur, Zbigniew Zapert |  |
| 5. | "Słoneczna ziemia"                                                   |  |
|    | - muzyka: Kostas Dzokas, Aleksander Białous, tekst: Andrzej Kuryło   |  |
| 6. | "Nie bój się smutków"                                                |  |
|    | - muzyka: Andrzej Januszko, tekst: Lech Konopiński                   |  |

### Strona B
| 1. | "Palmowe reggae"                                              |  |
|    | - muzyka: Kostas Dzokas, tekst: Mariusz Rybicki               |  |
| 2. | "Morze snu"                                                   |  |
|    | - muzyka: Kostas Dzokas, tekst: Jacek Bukowski                |  |
| 3. | "Talent w rękach"                                             |  |
|    | - muzyka: Kostas Dzokas, tekst: Eleni Dzoka, Piotr Konopiński |  |
| 4. | "Nieba smak"                                                  |  |
|    | - muzyka i tekst: Mariusz Rybicki                             |  |
| 5. | "Zimowy słowik"                                               |  |
|    | - muzyka: Andrzej Januszko, tekst: Tadeusz Urgacz             |  |
| 6. | "Łagodne sny"                                                 |  |
|    | - muzyka i słowa: Piotr Kałużny, śpiew: Andrzej Ellmann       |  |